# Serhij Plohij
Serhij Plohij (eng. Serhii Plokhy); je ukrajinsko-kanadski povjesničar, međunarodno priznati stručnjak za znanost povijesti, suradnik nekoliko priznatih svjetskih sveučilišta i trenutno znanstvenik na Kanadskom institutu za Ukrajinske studije. Autor je nekoliko stručno napisanih knjiga iz povijesti Ukrajine, Rusije i Istočnih Slavena koje su u fazi prijevoda na više svjetskih jezika. Plohij spada među najkvalitetnije znanstvene analitičare povijesti Istočnih Slavena.

## Poznatija literatura
- Kozaci i religija u ranom razdoblju moderne Ukrajine (2001.)[2]
- Car i kozaci (2002.)[3]
- Otkrivanje Velike Rusije (2005.)[4]
- Porijeklo slavenskih nacija (2006.)[5]
- Ukrajinska potraga za Europom (2007.)[6]
- Ukrajina i Rusija (2008.)[7]
- Jalta (2010.)[8]

## Vezane teme
- Povijest Ukrajine
- Ukrajinska kultura

## Vanjske poveznice
- Canadian Institue of Ukrainian Studies, Serhii Plokhy biography (eng.)  Arhivirana inačica izvorne stranice od 16. travnja 2012. (Wayback Machine)
- Knjiga online: Kozaci i religija u ranom razdoblju moderne Ukrajine (eng.)  Arhivirana inačica izvorne stranice od 7. ožujka 2021. (Wayback Machine)
- Poznatija literatura Serhija Plohija (eng.)